# Koed Sogn
Koed Sogn er et sogn i Syddjurs Provsti (Århus Stift).
I 1800-tallet var Koed Sogn anneks til Marie Magdalene Sogn. Begge sogne hørte til Sønderhald Herred i Randers Amt. Marie Magdalene-Koed sognekommune blev ved kommunalreformen i 1970 indlemmet i Midtdjurs Kommune, som ved strukturreformen i 2007 indgik i Syddjurs Kommune.
I Koed Sogn ligger Koed Kirke.
I sognet findes følgende autoriserede stednavne:
- Attrup (bebyggelse, ejerlav)
- Bavnehøj (areal)
- Elholt (bebyggelse)
- Koed (bebyggelse, ejerlav)
- Kolindbro (bebyggelse)
- Kærende (bebyggelse, ejerlav)
- Skoffergårde (bebyggelse)
- Strøby (bebyggelse)
- Sundby (bebyggelse)